# Monaster Golia
Monaster Golia – prawosławny męski klasztor w Jassach, w jurysdykcji archieparchii Jass Rumuńskiego Kościoła Prawosławnego.

## Historia
Obronny monaster został ufundowany w XVI w. przez mołdawskiego kanclerza Ioana Golię. Funkcjonowanie wspólnoty pierwszy raz wzmiankowane jest źródłowo w 1606. W latach 1650–1653 jego główna cerkiew pod wezwaniem Wniebowstąpienia Pańskiego została gruntownie przebudowana przez Bazylego Lupu, a następnie jego syna Stefana; w momencie rozpoczęcia prac świątynia była już poważnie podupadła. Bazyli Lupu sprowadził do wspólnoty mnichów greckich z klasztoru Watopedi na Athosie. Kolejne zniszczenia wywołało w monasterze trzęsienie ziemi w 1738, obiekt został jednak odnowiony. W 1838 z inicjatywy biskupa Irinopolis Grzegorza w klasztornej cerkwi wykonano nowy ikonostas.
Monaster przestał funkcjonować i popadł w ruinę po sekularyzacji dóbr cerkiewnych w 1863. Ostatni mnisi wyjechali na Athos. Cerkiew była czynna jako parafialna jeszcze do 1900, następnie w ogóle przestała być użytkowana. Obiekt sakralny wyremontowano w latach 1943–1947, a po zakończeniu prac ponownie oddano do użytku liturgicznego. W 1955 przy świątyni utworzono muzeum Iona Creangi, który przez kilka lat żył w domu przy cerkwi Wniebowstąpienia Pańskiego, służąc tam jako diakon.
W 1992 restytuowano monaster (już w jurysdykcji Rumuńskiego Kościoła Prawosławnego, bez związków z klasztorami Athosu), w którym obecnie (2016) przebywa siedemnastu mnichów. Prowadzą oni metropolitalne centrum kulturalno-misyjne, drukarnię i radio.

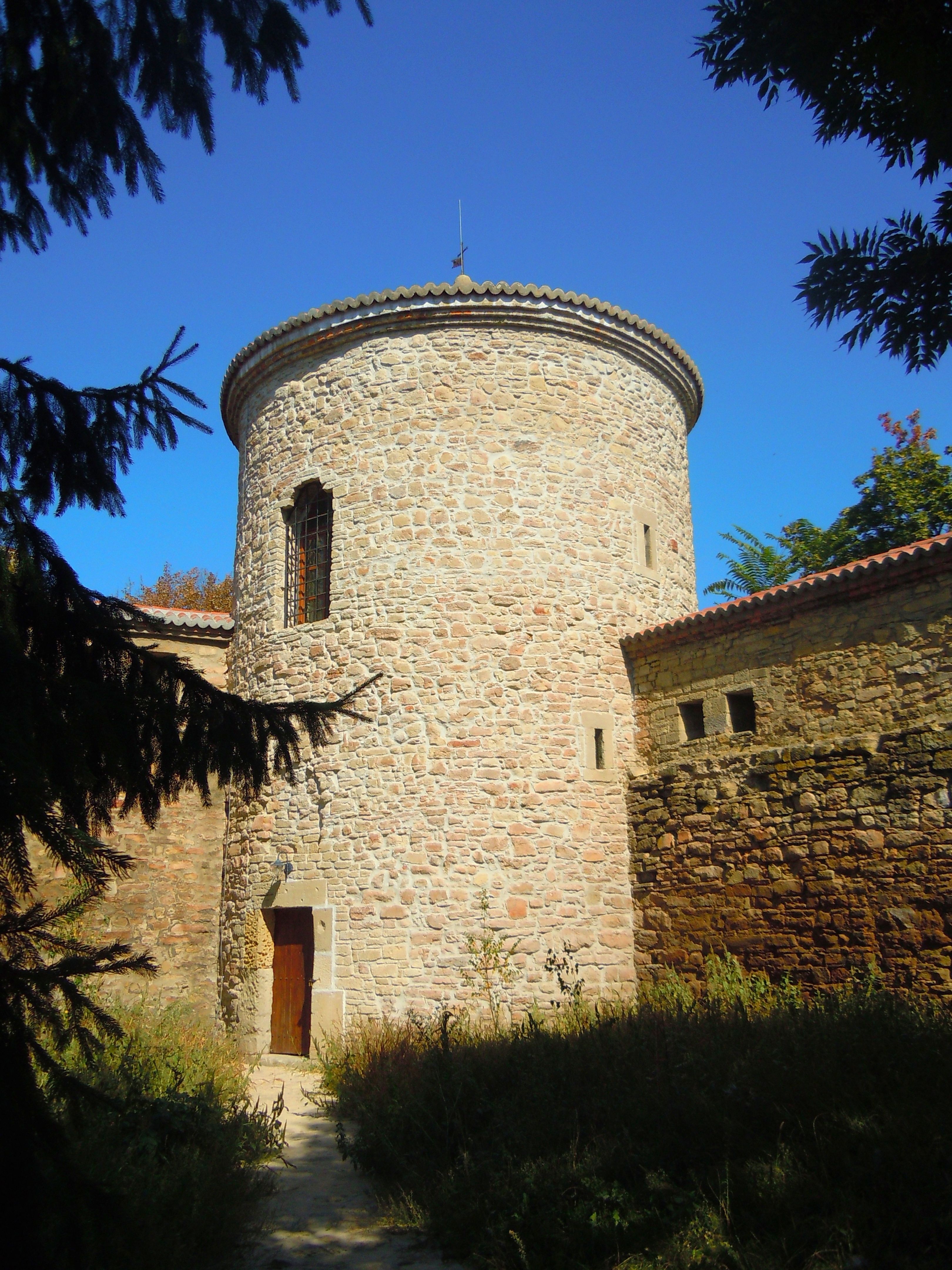
Baszta
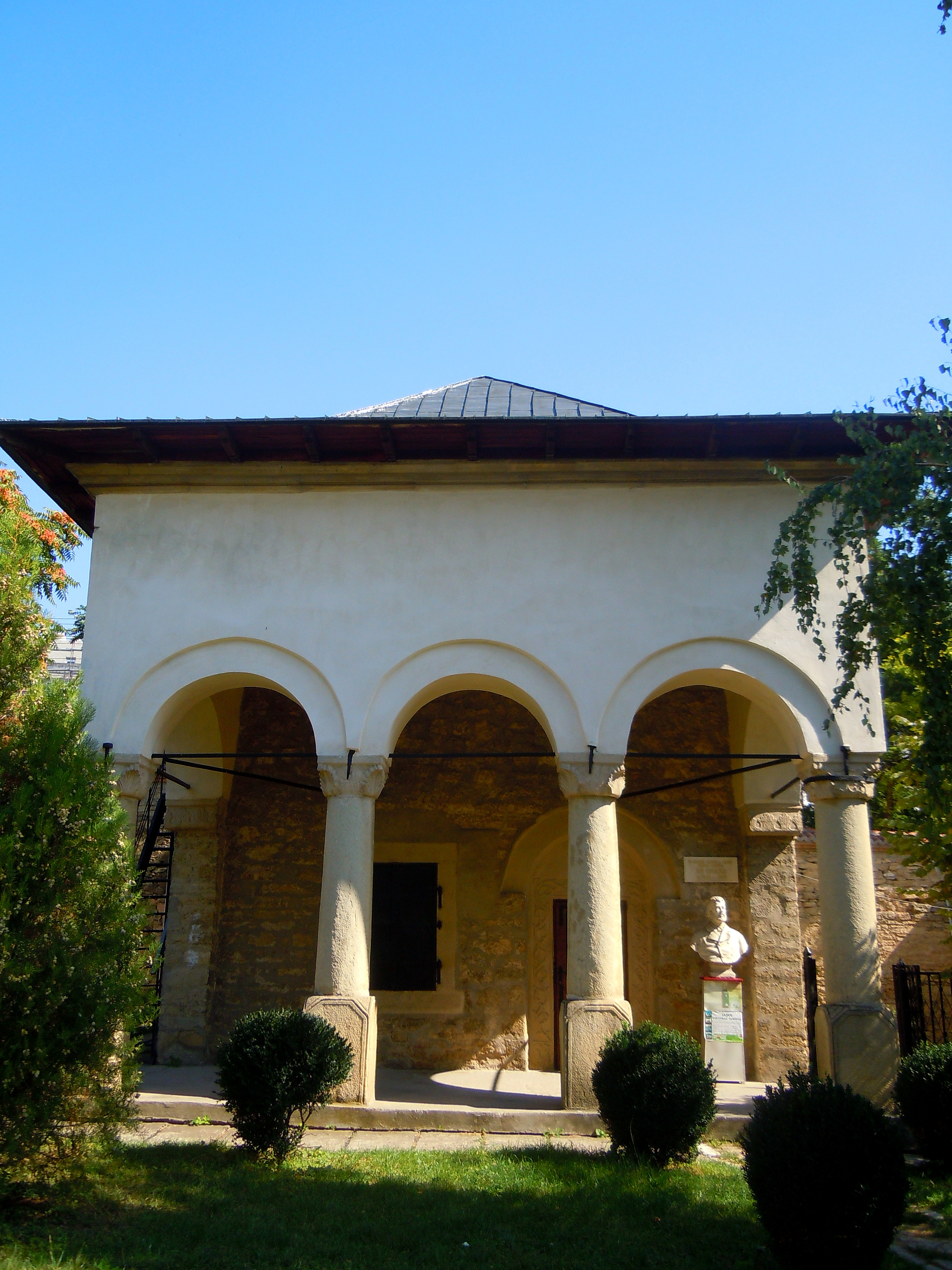
Dom Iona Creangi
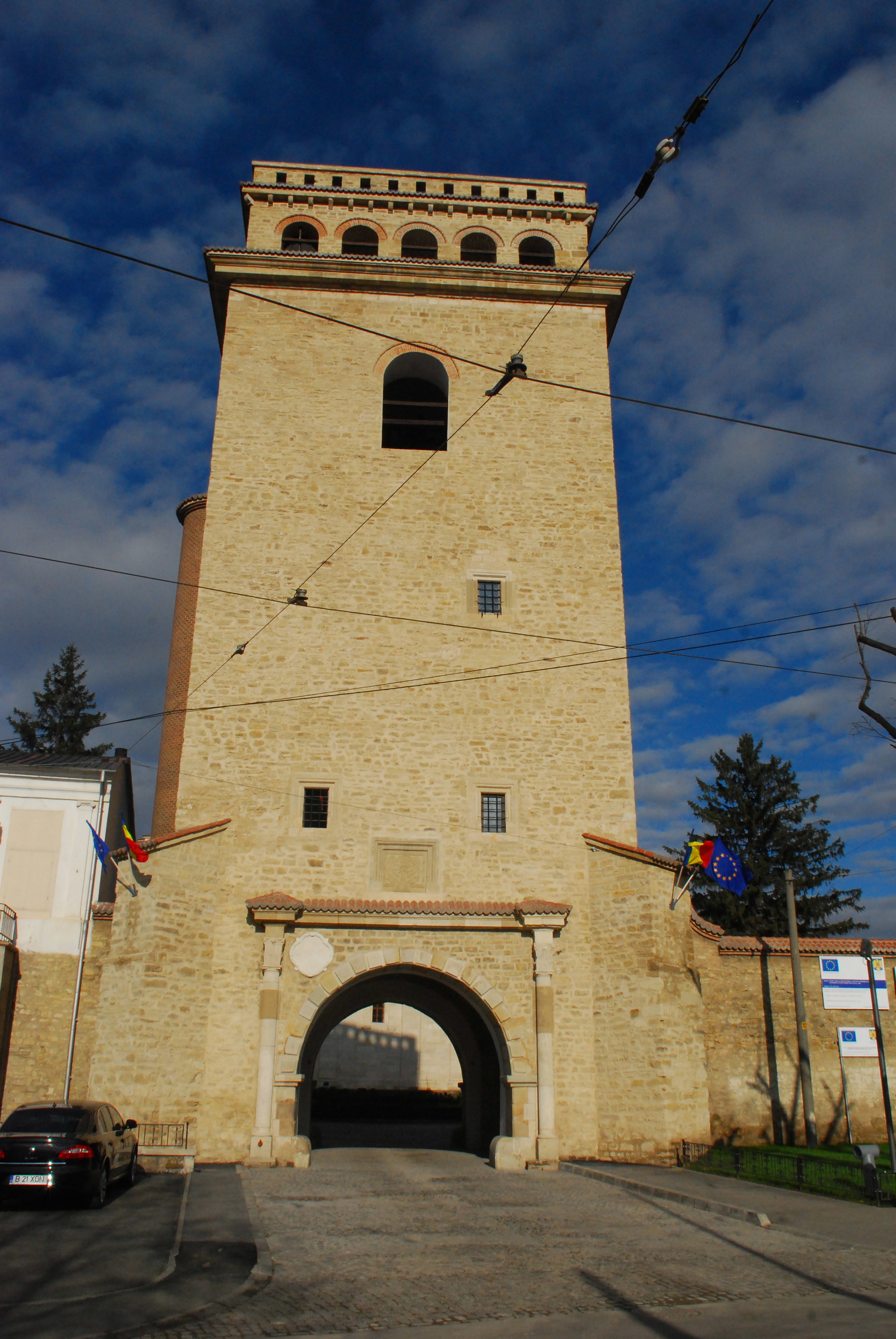
Brama wjazdowa
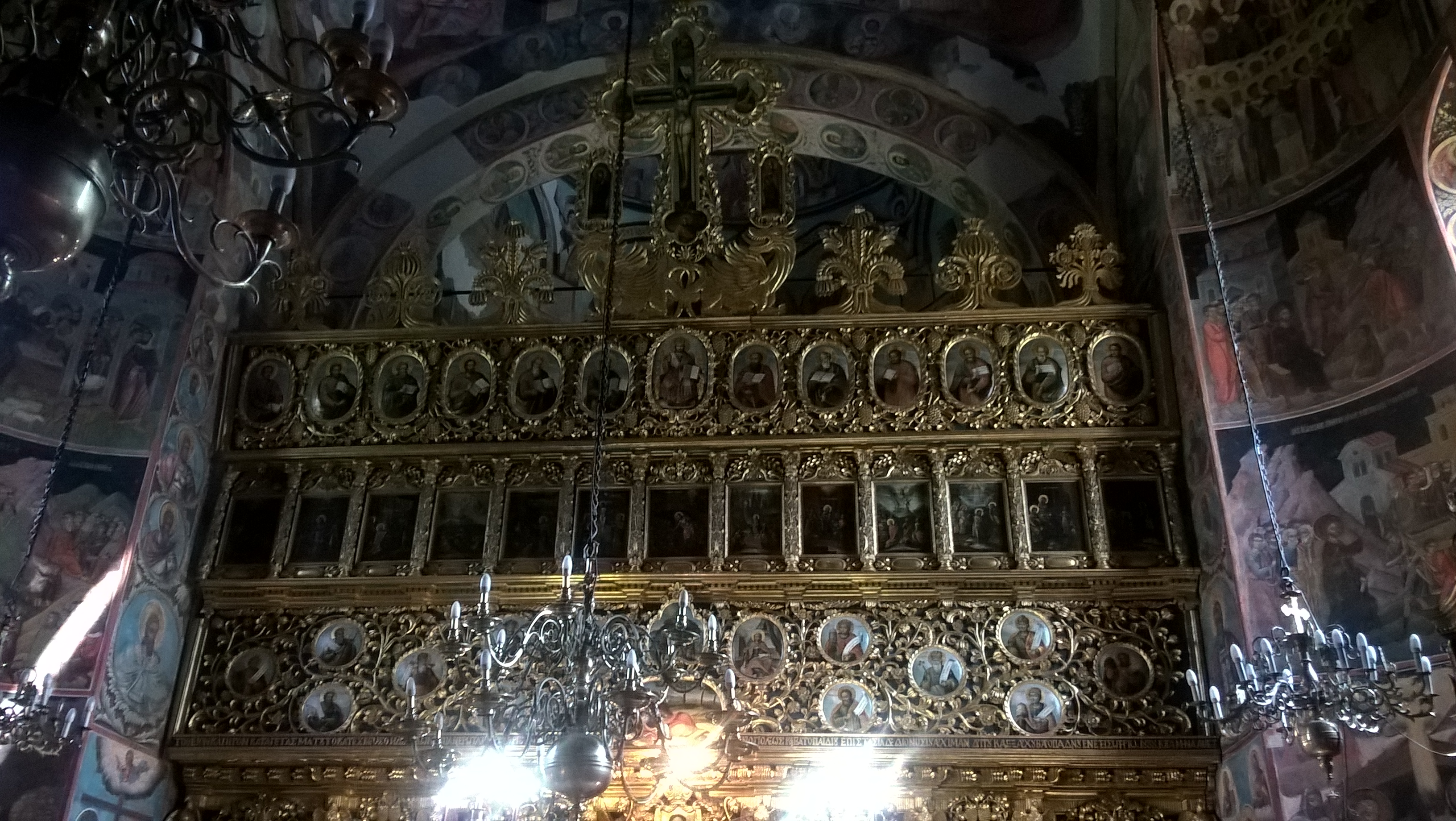
Górne rzędy i zwieńczenie ikonostasu

## Architektura

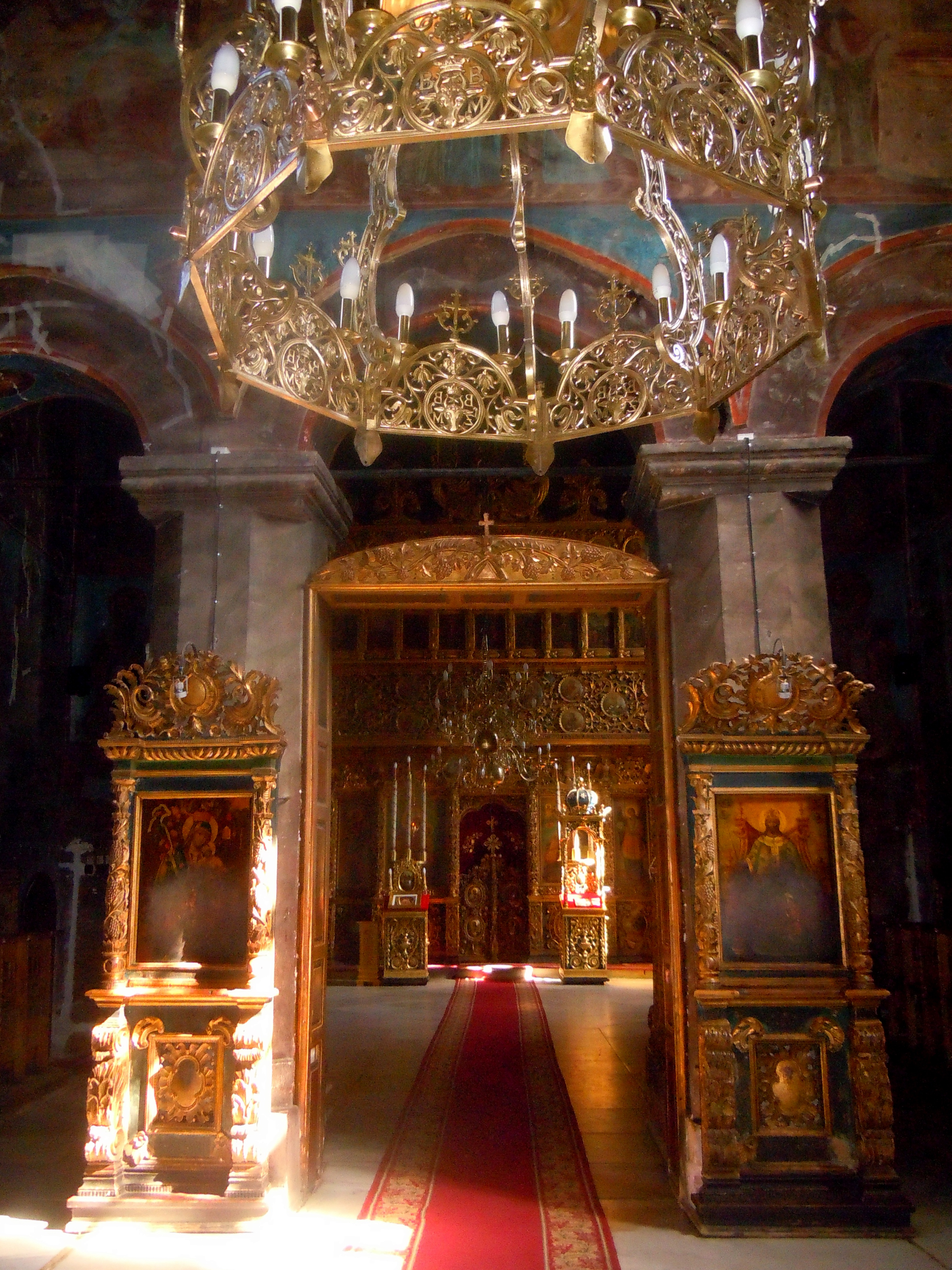
Wnętrze cerkwi

Architektura monasteru jest syntezą tradycyjnego mołdawskiego budownictwa sakralnego i wpływów zewnętrznych. Struktura głównej cerkwi klasztornej jest typowa dla świątyń w Mołdawii, jednak dekorujące ją detale (belkowanie, konsole, ryzality, korynckie pilastry, trójkątne frontony) wykonano w stylu barokowym lub klasycystycznym. Sklepienia wież z kolei noszą wyraźne inspiracje ruskie (kokoszniki). Wnętrze świątyni zorganizowano już jednak według tradycyjnych wzorów lokalnych – jest ono podzielone na przedsionek, przednawie, nawę i pomieszczenie ołtarzowe. Nietypowe dla architektury mołdawskiej jest rozwiązanie przedsionka, który jest tutaj niski, a ponad nim znajduje się empora – jest to prawdopodobnie nawiązanie do cerkwi wołoskiej we Lwowie. Pierwsze freski w cerkwi wykonał mistrz o imieniu Matei. W 1754 zastąpiono je nowymi, które z kolei przetrwały w większości do 1838 i ponownego przemalowania cerkwi.
Kompleks monasterski otoczony jest wysokim murem obronnym. W 1667 wzniesiono w nim wieże obronne, zaś w 1855, na polecenie ihumena Melecjusza, 30-metrową bramę (gruntownie przebudowaną w 1900). Takie zorganizowanie zespołu sakralnego wynika z faktu, że Turcy zmusili hospodarów mołdawskich do zniszczenia obronnych twierdz; w tej sytuacji ich funkcję przejmowały monastery. Z wieży monasteru roztacza się panorama Jass, a samą budowlę uważa się za jeden z symboli miasta.